# Pékin Express : L'Épopée des Maharadjas
 (octobre 2024).
- Si vous ne connaissez pas le sujet, laissez ce bandeau (vous pouvez alors contacter les auteurs).
- Si vous supprimez le contenu mis en cause (vous pouvez préalablement contacter les auteurs),

argumentez précisément cette suppression dans la page de discussion
(un manque de référence n'est pas un argument ; une recherche réelle de référence doit avoir été effectuée, être formellement documentée).
Pékin Express : L'Épopée des Maharadjas est la 19e édition (toutes saisons confondues) de Pékin Express, émission de télévision franco-belgo-luxembourgeoise de téléréalité, diffusée chaque semaine sur M6, à partir du 14 septembre 2024. Elle est présentée par Stéphane Rotenberg, désigné comme directeur de course.
Cette saison, à l'instar de Pékin Express : Duos de choc en 2022, ne se déroule que dans un pays : l'Inde. Le nom de la saison vient des maharadjas (« grands rois ») de l'Inde.

## Principe
Comme pour chaque saison de Pékin Express, chaque équipe gère un budget équivalant à un euro par jour et par personne. Cet argent est alloué à l'achat de nourriture et doit être utilisé uniquement pendant les heures de course. Pour leur progression, les équipes doivent pratiquer l'auto-stop, et se faire offrir le gîte et le couvert la nuit tombée. Chaque équipe se voit attribuer une balise leur permettant d'être notifiés du début et de la fin de la course. En cas d'élimination, cette balise doit être remise à Stéphane Rotenberg, le directeur de la course, action marquant alors de manière symbolique la fin de l'aventure pour les participants éliminés.
Aucune nouvelle règle n'a été introduite pour cette saison.
Dans cette saison, toutes les étapes sont éliminatoires.

## Le parcours
| Étapes | Pays | Parcours | Duel final | Kilomètres |
| ------ | ---- | --- | --- | --- |
| 1      | Inde | Agra - Doora - Alwar | Alwar (Company Garden - Nehru Garden) | 170 km |
| 2      | Inde | Alwar - Abhaneri - Jaipur | Jaipur (Maharaniyon Ki Chhatriyan - École « Rajasthan Shikshak Prashikshan Vidyapeeth ») | 175 km |
| 3      | Inde | Jaipur - Kishangarh - Pushkar | Pushkar (Varaha Temple - Marché de Pushkar) | 140 km |
| 4      | Inde | Pushkar - Bhilwara - Udaipur | Udaipur (Saheliyon Ki Bari - Centre culturel « Shilpgram ») | 300 km |
| 5      | Inde | Udaipur - Nathdwara - Jhilwara - Ghanerao - Sadri - Jodhpur | Udaipur - Nathdwara - Jhilwara - Ghanerao - Sadri - Jodhpur | 300 km |
| 6      | Inde | New Delhi 1re course : Bara Gumbad - Bawana - Mausolée d'Isa Khan 2e course : Mausolée d'Isa Khan - Chandni Chowk - Purana Qila 3e course : India National Rail Museum - Safdarjung - Université de Delhi Sprint final : Gare de New Delhi - Gurdwara Bangla Sahib - National Handicrafts and Handlooms Museum - Université Gautam Buddha | New Delhi 1re course : Bara Gumbad - Bawana - Mausolée d'Isa Khan 2e course : Mausolée d'Isa Khan - Chandni Chowk - Purana Qila 3e course : India National Rail Museum - Safdarjung - Université de Delhi Sprint final : Gare de New Delhi - Gurdwara Bangla Sahib - National Handicrafts and Handlooms Museum - Université Gautam Buddha | New Delhi 1re course : Bara Gumbad - Bawana - Mausolée d'Isa Khan 2e course : Mausolée d'Isa Khan - Chandni Chowk - Purana Qila 3e course : India National Rail Museum - Safdarjung - Université de Delhi Sprint final : Gare de New Delhi - Gurdwara Bangla Sahib - National Handicrafts and Handlooms Museum - Université Gautam Buddha |

## Les candidats et les résultats

### Les candidats
| # | Binôme, | Binôme,     | Âge    | Pays                 | Origine            | Relations                       | Ancienne participation     | Statut et période         |
| - | ------- | ----------- | ------ | -------------------- | ------------------ | ------------------------------- | -------------------------- | ------------------------- |
| 1 | ♂       | Jean-Claude | 75 ans | Drapeau de la France | Caussens           | Le grand-père et son petit-fils | 8 étapes de la saison 15   | Vainqueurs                |
| 1 | ♂       | Axel        | 21 ans | Drapeau de la France | Caussens           | Le grand-père et son petit-fils | 8 étapes de la saison 15   | Vainqueurs                |
| 2 | ♀       | Émeline     | 24 ans | Drapeau de la France | Guingamp           | Les animateurs de camping       | 8 étapes de la saison 17   | Finalistes                |
| 2 | ♂       | Clément     | 23 ans | Drapeau de la France | Béziers            | Les animateurs de camping       | 8 étapes de la saison 17   | Finalistes                |
| 3 | ♀       | Claire      | 31 ans | Drapeau de la France | Hauts-de-France    | Le père chic et la fille choc   | Vainqueurs de la saison 14 | Demi-finalistes (étape 5) |
| 3 | ♂       | Christophe  | 63 ans | Drapeau de la France | Paris              | Le père chic et la fille choc   | Vainqueurs de la saison 14 | Demi-finalistes (étape 5) |
| 4 | ♂       | Fabrice     | 55 ans | Drapeau de la France | Sarras             | Le père et le fils spirituels   | 7 étapes de la saison 12   | Éliminés (étape 4)        |
| 4 | ♂       | Briac       | 26 ans | Drapeau de la France | Saumur             | Le père et le fils spirituels   | 7 étapes de la saison 12   | Éliminés (étape 4)        |
| 5 | ♀       | Rose-Marie  | 35 ans | Drapeau de la France | Charenton-le-Pont  | Les copines parisiennes         | Finalistes de la saison 14 | Éliminées (étape 3)       |
| 5 | ♀       | Cinzia      | 36 ans | Drapeau de la France | Charenton-le-Pont  | Les copines parisiennes         | Finalistes de la saison 14 | Éliminées (étape 3)       |
| 6 | ♀       | Nathalie    | 58 ans | Drapeau de la France | Saint-Nazaire      | Les drôles de dames             | 7 étapes de la saison 17   | Éliminées (étape 2)       |
| 6 | ♀       | Angie       | 29 ans | Drapeau de la France | Garges-lès-Gonesse | Les drôles de dames             | 7 étapes de la saison 17   | Éliminées (étape 2)       |
| 7 | ♂       | Hoang       | 40 ans | Drapeau de la France | –                  | Les frère et sœur chamailleurs  | 9 étapes de la saison 5    | Éliminés (étape 1)        |
| 7 | ♀       | Quyen       | 42 ans | Drapeau de la France | –                  | Les frère et sœur chamailleurs  | 9 étapes de la saison 5    | Éliminés (étape 1)        |

### Progression des candidats
| Étape | Étape | Binômes participants                                             | Lieu       | Immunisés                                 |
| ----- | ----- | ---------------------------------------------------------------- | ---------- | ----------------------------------------- |
| Inde  | 1     | Rose-Marie et Cinzia - Fabrice et Briac - Christophe et Claire   | Doora      | Fabrice et Briac                          |
| Inde  | 2     | Christophe et Claire - Rose-Marie et Cinzia - Clément et Émeline | Abhaneri   | Christophe et Claire                      |
| Inde  | 3     | Clément et Émeline - Rose-Marie et Cinzia - Christophe et Claire | Kishangarh | Christophe et Claire                      |
| Inde  | 4     | Clément et Émeline - Christophe et Claire - Jean-Claude et Axel  | Bhilwara   | Clément et Émeline - Christophe et Claire |

| Étape | Étape                | Binômes participants | Binômes participants                                          | Lieu                 | Éliminés       |
| Étape | Étape                | Derniers de l'étape  | Adversaires                                                   | Lieu                 | Éliminés       |
| ----- | -------------------- | -------------------- | ------------------------------------------------------------- | -------------------- | -------------- |
|       | 1                    | Hoang et Quyen       | Jean-Claude et Axel                                           | Nehru Garden d’Alwar | Hoang et Quyen |
| 2     | Nathalie et Angie    | Jean-Claude et Axel  | École « Rajasthan Shikshak Prashikshan Vidyapeeth » de Jaipur | Nathalie et Angie    |                |
| 3     | Rose-Marie et Cinzia | Fabrice et Briac     | Marché de Pushkar                                             | Rose-Marie et Cinzia |                |
| 4     | Fabrice et Briac     | Clément et Émeline   | Centre culturel d'Udaipur                                     | Fabrice et Briac     |                |

## Audiences et diffusion
En France, l'émission est diffusée sur M6, les samedis, à partir du 14 septembre 2024. Un épisode dure environ 2 h 10 (publicités incluses), soit une diffusion de 21 h 10 à 23 h 20.
| Épisode | Jour et horaire de diffusion      | Nombre de téléspectateurs | Part de marché  | Part de marché | Classement des audiences | Réf.   |
| Épisode | Jour et horaire de diffusion      | Nombre de téléspectateurs | (4 ans et plus) | (FRDA-50)      | Classement des audiences | Réf.   |
| ------- | --------------------------------- | ------------------------- | --------------- | -------------- | ------------------------ | ------ |
| 1       | 14 septembre 2024 (21:14 - 22:05) | 1 360 000                 | 7,5 %           | 19 %           | 4e                       | [ 8 ]  |
| 1       | 14 septembre 2024 (22:12 - 23:33) | 972 000                   | 7,3 %           | 19 %           | 4e                       | [ 8 ]  |
| 2       | 21 septembre 2024 (21:13 - 22:02) | 1 190 000                 | 6,9 %           | NC             | 4e                       | [ 9 ]  |
| 2       | 21 septembre 2024 (22:02 - 23:34) | 954 000                   | 7 %             | NC             | 4e                       | [ 9 ]  |
| 3       | 28 septembre 2024 (21:14 - 22:01) | 1 070 000                 | 6 %             | NC             | 4e                       | [ 10 ] |
| 3       | 28 septembre 2024 (22:08 - 23:40) | 904 000                   | 6,5 %           | NC             | 4e                       | [ 10 ] |
| 4       | 5 octobre 2024 (21:14 - 22:12)    | 925 000                   | 5 %             | NC             | 4e                       | [ 11 ] |
| 4       | 5 octobre 2024 (22:20 - 23:38)    | 681 000                   | 5,1 %           | NC             | 4e                       | [ 11 ] |
| 5       | 12 octobre 2024 (21:14 - 22:14)   | 1 070 000                 | 5,4 %           | 11,6 %         | 4e                       | [ 12 ] |
| 5       | 12 octobre 2024 (22:21 - 23:36)   | 824 000                   | 5,7 %           | 11 %           | 4e                       | [ 12 ] |
| 6       | 19 octobre 2024 (21:14 - 22:08)   | 973 000                   | 5,5 %           | 10,6 %         | 5e                       | [ 13 ] |
| 6       | 19 octobre 2024 (22:16 - 23:36)   | 880 000                   | 6,6 %           | 11,4 %         | 5e                       | [ 13 ] |

Légende :
- plus hauts scores d'audiences
- plus bas scores d'audiences